# كلارك ميلر
كلارك ميلر (بالإنجليزية: Clark Miller) هو لاعب كرة قدم أمريكية أمريكي، ولد في 11 أغسطس 1938 في أوكلاند في الولايات المتحدة، وتوفي في 5 نوفمبر 2008 بسبب نوبة قلبية.

## وصلات خارجية
- كلارك ميلر على موقع مرجع كرة القدم المحترفة.كوم (الإنجليزية)